# Decatur (Alabama)
Decatur é uma cidade estadunidense localizada no estado do Alabama, nos condados de Limestone e de Morgan. Em 1925 incorporou a cidade de Albany.

## Geografia
De acordo com o United States Census Bureau, a localidade tem uma área de 155,1 km², dos quais 138,3 km² cobertos por terra e 16,8 km² por água. Decatur localiza-se a, aproximadamente, 252 metros acima do nível do mar.

### Localidades na vizinhança
O diagrama seguinte representa as localidades num raio de 24 km ao redor de Decatur.

## Demografia
Segundo o censo nacional de 2010, sua população é de 55 683 e sua densidade populacional é de 387,1 hab/km².